# 카르비도파
카르비도파(Carbidopa)는 로도신이라는 상품명으로 판매되는 의약품으로, 레보도파의 말초 물질대사를 억제하기 위해 파킨슨병 환자에게 투여된다. 이 특성은 투여된 레보도파의 더 많은 부분이 혈액뇌장벽을 통과하여 중추신경계에 영향을 미치도록 하는 데 중요하다. 대신 말초에서 해당 장벽을 통과할 수 없는 물질로 대사되지 않는다.

## 약리학
카르비도파는 방향족 L-아미노산 탈카르복실화효소(도파 탈카르복실화효소 또는 DDC)를 억제한다. 이 효소는 L-트립토판으로부터 세로토닌을 생합성하고 L-L-도파로부터 도파민(DA)을 생합성하는 데 중요하다. DDC는 혈액뇌장벽 외부(말초)와 내부 모두에 존재한다.
카르비도파는 흑색질에서 도파민성 신경세포의 사멸이 특징인 파킨슨병(PD) 등 여러 질환의 치료에 사용된다. 도파민 가용성이 증가하면 남아 있는 신경세포의 효능이 증가하고 증상이 한동안 완화될 수 있다. 약리학적 목표는 레보도파/L-L-도파라고 알려진 외인성 도파민 전구체를 PD 환자의 도파민 결핍 뇌로 전달하는 것이다. 레보도파/L-L-도파는 혈액뇌장벽을 통과할 수 있지만 도파민은 통과할 수 없다. 파킨슨병(PD)에서 카르비도파를 사용하는 것은 레보도파/L-L-도파를 도파민으로 변환하는 DDC를 억제하므로 직관에 반하는 것처럼 보인다. 그러나 외부에서 제공된 레보도파/L-L-도파는 혈액뇌장벽에 도달하기 전에 말초에서 활성 대사 산물인 도파민으로 대사된다. 따라서 도파민이 부족한 PD 뇌는 말초 DDC 분해로 인해 전구체인 레보도파/L-L-도파를 많이 받지 못한다. 그러나 카르비도파는 레보도파/L-L-도파가 혈액뇌장벽을 통과하기 전에 말초 DDC 변환을 감소시킬 수 있다. 카르비도파 자체는 혈액뇌장벽을 통과할 수 없으므로 말초 DDC 억제제로 작용한다. 즉, 카르비도파는 레보도파/L-L-도파를 도파민으로 변환하는 뇌 DDC에 영향을 미치지 않는다. 궁극적으로 외부에서 제공된 레보도파/L-L-도파의 더 많은 부분이 뇌에 도달한다. 시판되는 카르비도파/레보도파 복합제는 중추 도파민 결핍 치료에 사용 가능하다.
카르비도파와 함께 사용되는 다른 DDC 억제제로는 벤세라지드(Ro-4-4602), 디플루오로메틸도파, 알파-메틸도파가 있다.

## 약리학 2
방향족 아미노산 탈카르복실화 효소의 억제제인 카르비도파는 물에 약간 녹는 흰색의 결정질 화합물이며 분자량은 244.3이다. 화학적으로는 N-아미노-α-메틸-3-하이드록시-L-티로신 모노하이드레이트로 지정된다. 화학식은 C10H14N2O4•H2O이다. L-L-도파(체내에서 도파민으로 전환되는 도파민 전구체인 레보도파라고도 함)와 함께 사용하면 레보도파의 혈장 생물학적 반감기를 50분에서 1시간 반으로 늘린다. 카르비도파는 혈액뇌장벽을 통과할 수 없으므로 말초 DDC만 억제한다. 따라서 말초에서 L-L-도파가 도파민으로 변환되는 것을 방지한다. 이는 말초에서 도파민으로 인한 부작용을 줄이고 뇌의 L-도파 및 도파민 농도를 증가시킨다.
카르비도파/레보도파 복합제는 킨손, 시네메트, 파르마코파, 아타메트라는 상품명을 가지며, 스타레보는 카르비도파와 레보도파의 생체이용률을 향상시키는 엔타카폰과의 복합제이다.
카르비도파는 DOPA 탈카르복실화효소의 활성을 억제하는 방법으로 가장 흔하게 사용된다. 이 효소는 말초에서 L-L-도파를 분해하여 도파민으로 변환시킨다. 이로 인해 새로 형성된 도파민은 혈액뇌장벽을 통과할 수 없게 되며 L-L-도파 치료의 효과가 크게 감소한다. 카르비도파는 주어진 반응을 생성하는 데 필요한 레보도파의 양을 약 75% 감소시키고, 레보도파와 함께 투여할 때 레보도파의 혈장 농도와 혈장 반감기를 모두 증가시키며, 혈장 및 소변 도파민과 호모바닐산 수치를 감소시킨다. 카르비도파 존재 시 레보도파의 소실 반감기는 약 1.5시간이다. SINEMET CR 투여 후 레보도파의 겉보기 반감기는 지속적인 흡수 때문에 연장될 수 있다. 이는 환자에게 투여되는 레보도파의 양을 크게 줄일 수 있으므로 파킨슨병 증상 치료에 매우 유용하다. 이러한 용량 감소는 체내의 L-L-도파 과다 복용으로 인해 발생할 수 있는 부작용 때문에 매우 유용하다.
카르비도파는 5-하이드록시트립토판(5-HTP)과도 함께 사용된다. 5-HTP는 신경전달물질인 세로토닌의 전구체이자 트립토판 물질대사의 중간체인 자연 발생 아미노산이다. PD에서 레보도파가 도파민으로 전환되는 것을 방지하는 데 사용되는 카르비도파는 간에서 5-HTP의 약물 대사를 방지하고 혈액 내 세로토닌 수치를 감소시킨다. 연구에 따르면 5-HTP와 카르비도파를 병용 투여하면 혈장 5-HTP 수치가 크게 증가한다. 카르비도파와 5-HTP를 사용한 환자에서 피부경화증 유사 질환 사례가 여러 건 보고되었다. 유럽에서는 뇌에 도달하기 전에 5-HTP가 세로토닌으로 전환되는 것을 방지하기 위해 5-HTP가 카르비도파와 함께 처방된다.

## 합성

카르비도파 합성:
- Chemerda et al., (Merck & Co.). L형.

합성은 히드라진과 사이안화 칼륨을 아릴아세톤( 1 )에 사용하여 2를 얻는 변형된 스트레커 아미노산 합성으로 시작된다. 이것은 차가운 염산으로 가수분해되어 카르복스아미드 3을 생성한다. 48% HBr로 더 격렬하게 가수분해하면 아미드 결합과 아릴 에테르 그룹이 분해되어 카르비도파( 4 )가 생성된다.